# Winifred May de Kok

Winifred May de Kok, MD (17 tháng 5 năm 1893 – 1969) là một nhà văn sinh ra ở Nam Phi.

## Tiểu sử
Cô sinh ra ở Nam Phi vào ngày 17 tháng 5 năm 1893 và học trường y ở Anh trong những năm 1920. Cô kết hôn với Alfred Edgar Coppard, nhà văn viết truyện ngắn người Anh tại Oxford và là người sáng lập ra một nhóm văn học, Người Elizabeth mới. Cô hành nghề y cho đến năm 1953. Trong năm đó, cô trở thành phát thanh viên truyền hình, cho một chương trình thảo luận về cuộc sống gia đình và sức khỏe gia đình. Chương trình được BBC phát sóng với tên Tell Me, Doctor. Một phát ngôn viên thẳng thắn về sức khỏe của phụ nữ và trẻ sơ sinh trước kỷ nguyên kế hoạch hóa gia đình, cô đã xuất bản một số cuốn sách và bài viết về nuôi dạy con cái và sức khỏe gia đình. Bà mất năm 1969.

## Ấn phẩm
- Babes mới cho cũ (1932)
- Em bé đầu lòng (1947)
- Bạn và con của bạn (1955)
- Em bé của bạn và bạn (1957)